# Матриця многочленів
Матриця многочленів (λ-матриця) — в математиці, це матриця, елементами якої є многочлени однієї чи декількох змінних.
Це те саме що і многочлен, коефіцієнтами якого є матриці.
Матриця многочленів (одноєї змінної) P ступеня p визначається, як:
{\displaystyle P=\sum _{n=0}^{p}A(n)x^{n}=A(0)+A(1)x+A(2)x^{2}+\cdots +A(p)x^{p}}
де {\displaystyle A(i)} матриці констант, та {\displaystyle A(p)} не є нульовою матрицею. 
Приклад перетворення матриці многочленів розміру 3×3 ступеня 2 в многочлен, коефіцієнтами якого є матриці:
{\displaystyle P={\begin{pmatrix}1&x^{2}&x\\0&2x&2\\3x+2&x^{2}-1&0\end{pmatrix}}={\begin{pmatrix}1&0&0\\0&0&2\\2&-1&0\end{pmatrix}}+{\begin{pmatrix}0&0&1\\0&2&0\\3&0&0\end{pmatrix}}x+{\begin{pmatrix}0&1&0\\0&0&0\\0&1&0\end{pmatrix}}x^{2}.}

## Властивості
Якщо за λ позначити змінну многочленів, а за I — одиничну матрицю, тоді матриця λI − A є характеристичною матрицею матриці A. А її визначник, |λI − A| є характеристичним многочленом матриці A.